# Anne Brenon
Anne Brenon (Mâcon, 14 de novembre del 1945) és una paleògrafa, diplomada a l'École des Chartes, amb la tesi titulada "Les livres des Vaudois" i a l'École pratique des hautes études en ciències religioses i va ser conservadora en cap del Patrimoni de França. De 1982 a 1998 va dirigir el Centre National d'Etudes Cathares René-Nelli i el 1983 va ser una de les fundadores de la revista Heresis. Ha consagrat la seva carrera a l'estudi de les heretgies medievals i al catarisme en particular. Va ser professora d'història medieval a la Universitat de Montpeller.
És membre de la Société des historiens médiévistes i oficial de les Palmes académiques.

## Obra
- Le vrai visage du catharisme (1988), traduïda al català: El veritable rostre dels càtars, creences i estil de vida (1998)
- Les femmes cathares (1992)
- Les cathares, Pauvres du Christ ou Apôtres de Satan ?, coll. « Découvertes Gallimard » (nº 319) (1997)
- Les cathares : une Église chrétienne au bûcher (1998)
- Le Dico des cathares (2000)
- Les archipels cathares. Dissidence chrétienne dans l'Europe médiévale (2000)
- L'impénitente. L'hiver du catharisme (2001)
- Les fils du malheur. L'hiver du catharisme (2002)
- Les cités sarrasines. L'hiver du catharisme (2003)
- Inquisition à Montaillou. Guillelme et Pèire Maury, deux croyants cathares devant l'histoire (1300 - 1325) (2004)
- Le choix hérétique. Dissidence chrétienne dans l'Europe médiévale (2006)
- Pèire Autier, la dernière résistance cathare  (2006)
- Les Cathares' (2007)